# Bollywood Movie Award/Bester Schnitt
Der Bollywood Movie Award Best Editing ist eine Kategorie des jährlichen Bollywood Movie Awards für indische Filme in Hindi.
Liste der Preisträger:
| Jahr | Film                     | Filmeditor        |
| ---- | ------------------------ | ----------------- |
| 1999 | Dil Se                   | Suresh Urs        |
| 2000 | kein Preis               | kein Preis        |
| 2001 | kein Preis               | kein Preis        |
| 2002 | Bawander                 | Jagmohan Mundra   |
| 2003 | Devdas                   | Bela Sega         |
| 2004 | Koi Mil Gaya             | Sanjay Sankla     |
| 2005 | Yuva                     | A. Sreekar Prasad |
| 2006 | Hazaaron Khwaishein Aisi | Chatherine D´Hoir |
| 2007 | Rang De Basanti          | P. S. Bharathi    |